# Distrikt Caraybamba
Der Distrikt Caraybamba liegt in der Provinz Aymaraes in der Region Apurímac im zentralen Süden von Peru. Der Distrikt wurde am 14. Dezember 1956 gegründet. Er besitzt eine Fläche von 230 km². Beim Zensus 2017 wurden 989 Einwohner gezählt. Im Jahr 1993 lag die Einwohnerzahl bei 1193, im Jahr 2007 bei 1295. Die Distriktverwaltung befindet sich in der 3310 m hoch gelegenen Ortschaft Caraybamba mit 512 Einwohnern (Stand 2017). Caraybamba liegt 13 km südöstlich der Provinzhauptstadt Chalhuanca.

## Geographische Lage
Der Distrikt Caraybamba liegt im Andenhochland im Osten der Provinz Aymaraes. Der Río Caraybamba durchquert den Distrikt in nordwestlicher Richtung, der Río Colcachaca fließt entlang der westlichen Distriktgrenze nach Norden. Beide Flüsse münden im Nordwesten des Distrikts in den Río Chalhuanca.
Der Distrikt Caraybamba grenzt im Südosten und im Westen an den Distrikt Cotaruse, im Norden an den Distrikt Chalhuanca sowie im Osten an die Distrikte Sabaino und Juan Espinoza Medrano (beide in der Provinz Antabamba).